# کمی‌آباد
کمی‌آباد روستایی است که در استان اردبیل، شهرستان اردبیل، بخش مرکزی، دهستان شرقی قرار دارد.

## جمعیّت
بر اساس سرشماری سال ۱۳۸۵ جمعیّت این روستا ۵۶۳ نفر با ۱۲۸ خانوار بوده‌است.